# زيت لورنزو
زيت لورنزو (بالإنجليزية: Lorenzo's Oil)‏ هو فيلم دراما أمريكي من تأليف وإخراج جورج ميلر ومن بطولة نيك نولتي، سوزان سارندون وبيتر أوستينوف.

## روابط خارجية
زيت لورنزو على موقع IMDb (الإنجليزية)
- زيت لورنزو على موقع ميتاكريتيك (الإنجليزية)
- زيت لورنزو على موقع روتن توميتوز (الإنجليزية)
- زيت لورنزو على موقع نتفليكس (الإنجليزية)
- زيت لورنزو على موقع ألو سيني (الفرنسية)
- زيت لورنزو على موقع Turner Classic Movies (الإنجليزية)
- زيت لورنزو على موقع أول موفي (الإنجليزية)
- زيت لورنزو على موقع بوكس أوفيس موجو (الإنجليزية)
- زيت لورنزو على موقع فيلمافينيتي (الإسبانية)
- زيت لورنزو على موقع قاعدة بيانات الأفلام السويدية (السويدية)